# Карабулак (Сузацький район)
Карабула́к (каз. Қарабұлақ) — село у складі Сузацького району Туркестанської області Казахстану. Входить до складу Чулаккурганського сільського округу.
Населення — 198 осіб (2021; 195 у 2009, 199 у 1999, 193 у 1989).